# 1945 год в науке
В 1945 году были различные научные и технологические события, некоторые из которых представлены ниже. 

## События
- 14 января — Кольцеобразное солнечное затмение (максимальная фаза 0,997)[1].
- 25 июня — Частное лунное затмение в экваториальной зоне Земли (фаза 0,87)[2].
- 9 июля — Полное солнечное затмение (максимальная фаза 1,018)[3].
- 13 июля — вспышка сверхновой SN 1945B в галактике M83.
- 6 августа — Первое практическое применение ядерного оружия при бомбардировке Хиросимы.
- 9 августа — Второе практическое применение ядерного оружия при бомбардировке Нагасаки.
- 20 августа — Вышло Распоряжение Государственного комитета обороны № 9887сс/оп «О специальном комитете [по использованию атомной энергии] при ГКО» за подписью И. В. Сталина[4]. Начались крупномасштабные советские разработки в ядерной области.
- 19 декабря — Полное лунное затмение в экваториальной зоне Земли {фаза 1,34}[2].

## Изобретения

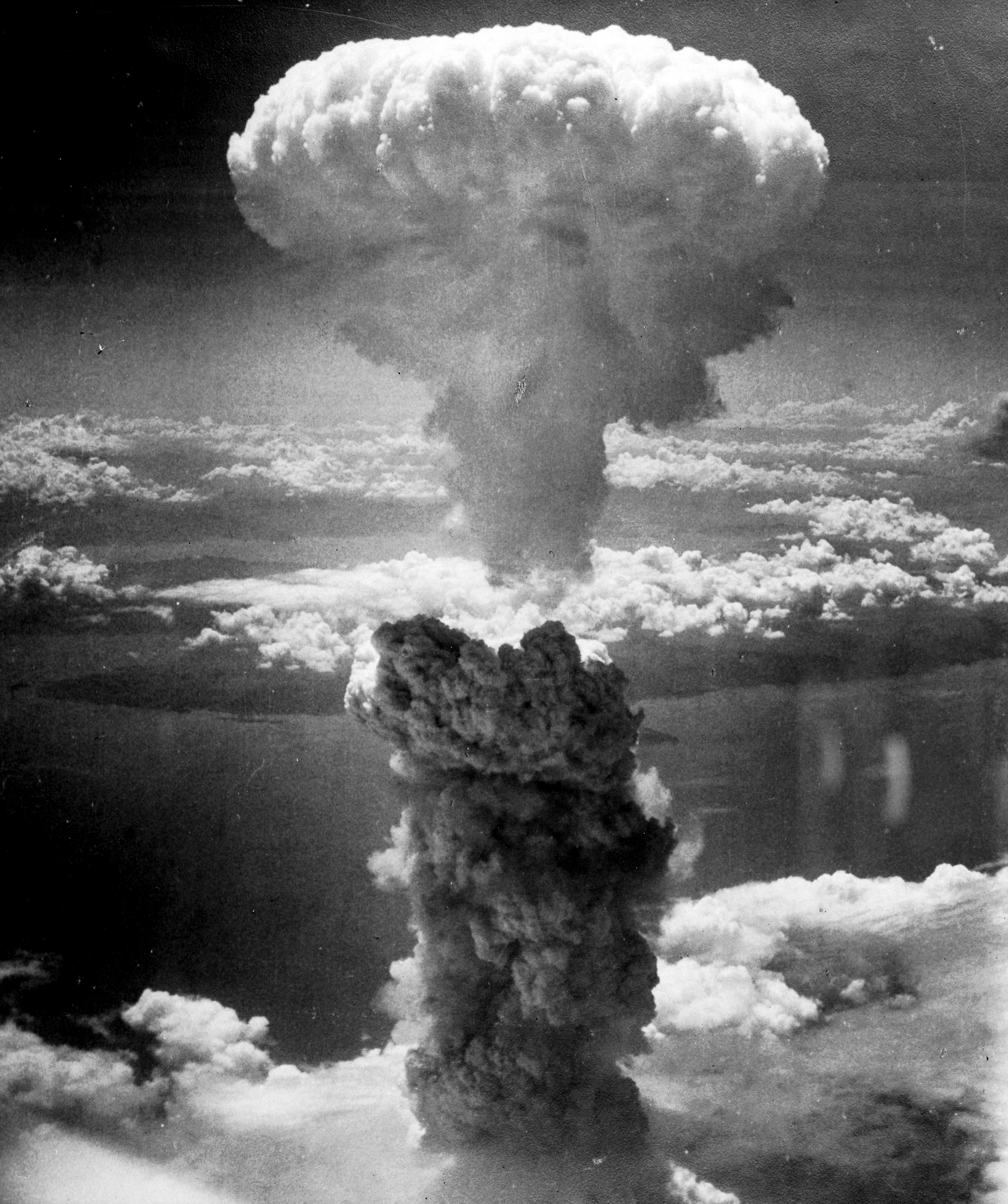
Взрыв атомной бомбы в Нагасаки 9 августа 1945

- 16 июля — в рамках американского сверхсекретного «Манхэттенского проекта» под руководством Роберта Оппенгеймера в порядке испытаний была взорвана первая атомная бомба.

## Публикации
- В СССР вышло в свет первое издание знаменитого «справочника по математике для инженеров и учащихся втузов» Бронштейна и Семендяева. Впоследствии справочник выдержал десятки переизданий и переводов на многие языки.
- 30 июня Джон Нейман впервые описал в своём отчёте фундаментальную компьютерную «архитектуру фон Неймана».

## Награды
- Нобелевская премия:
  - По физике — Вольфганг Паули, «За открытие принципа запрета Паули».
  - По химии — Арттури Илмари Виртанен, «За исследования и достижения в области сельского хозяйства и химии питательных веществ, особенно за метод консервации кормов удостоен премии».
  - По медицине и физиологии — Александер Флеминг, Эрнст Борис Чейн, Хоуард Уолтер Флори, «За открытие пенициллина и его целебного воздействия при различных инфекционных болезнях».

## Родились
- 2 февраля — Джон Итуэлл, английский экономист.
- 12 августа — Луи Годар, итальянский археолог и филолог бельгийского происхождения.
- 23 сентября — Майкл Боскин, американский экономист.
- 14 октября — Алан Блиндер, американский экономист.
- 4 ноября — Эстен Даль, шведский лингвист.
- 31 декабря — Леонард Макс Адлеман, американский учёный-теоретик в области компьютерных наук, профессор компьютерных наук и молекулярной биологии.
- Владимир Михайлович Алпатов, доктор филологических наук, автор более 200 работ по лингвистике, учебника История лингвистических учений.
- Джоан Байби, американский лингвист.
- Уолден Бельо, филиппинский учёный, социолог и политолог, один из идеологов альтерглобализма.

## Скончались
- 6 января — Владимир Иванович Вернадский (род. 1863), русский учёный, мыслитель, основатель учения о «ноосфере»;
- 21 февраля — Карл Патч (род. 1865), австрийский историк, славист и археолог. Член Австрийской академии наук;
- 26 февраля — Иосиф Баласса, венгерский лингвист, филолог и педагог[5];
- 31 августа — Стефан Банах (род. 1892), польский математик;
- 1 октября — Пьер Руссель (род. 1881), французский учёный-эпиграфист, антиковед.
- 22 октября –  Якоб Гиннекен, нидерландский учёный-лингвист.